# Arcidiecéze Grouard-McLennan
Arcidiecéze Grouard-McLennan (latinsky Archidioecesis Gruardensis-McLennanpolitana) je římskokatolická metropolitní arcidiecéze na území kanadské provincie Alberta se sídlem v městě McLennan, kde se nachází katedrála sv. Jana Křtitele. Tvoří součást kanadské církevní oblasti Západ. Současným arcibiskupem je Gerard Pettipas.

## Církevní provincie
Jde o metropolitní arcidiecézi, která zahrnuje část území provincie Alberta a jíž jsou podřízena tato sufragánní biskupství:
- Diecéze Mackenzie-Fort Smith,
- Diecéze Whitehorse.

## Stručná historie
V roce 1862 byl z území arcidiecéze Saint-Boniface vyčleněn Apoštolský vikariát řeky Mackenzie ("Athabaska-Mackenzie"), roku 1901 rozdělený na dva vikariáty, Athabaska a Mackenzie. Apoštolský vikariát Athabaska dostal v roce 1927 název Apoštolský vikariát Grouard, který byl v roce 1967 povýšen na metropolitní arcidiecézi se současným názvem.